# La Longine
La Longine is een gemeente in het Franse departement Haute-Saône (regio Bourgogne-Franche-Comté) en telt 240 inwoners (2011). De plaats maakt deel uit van het arrondissement Lure.

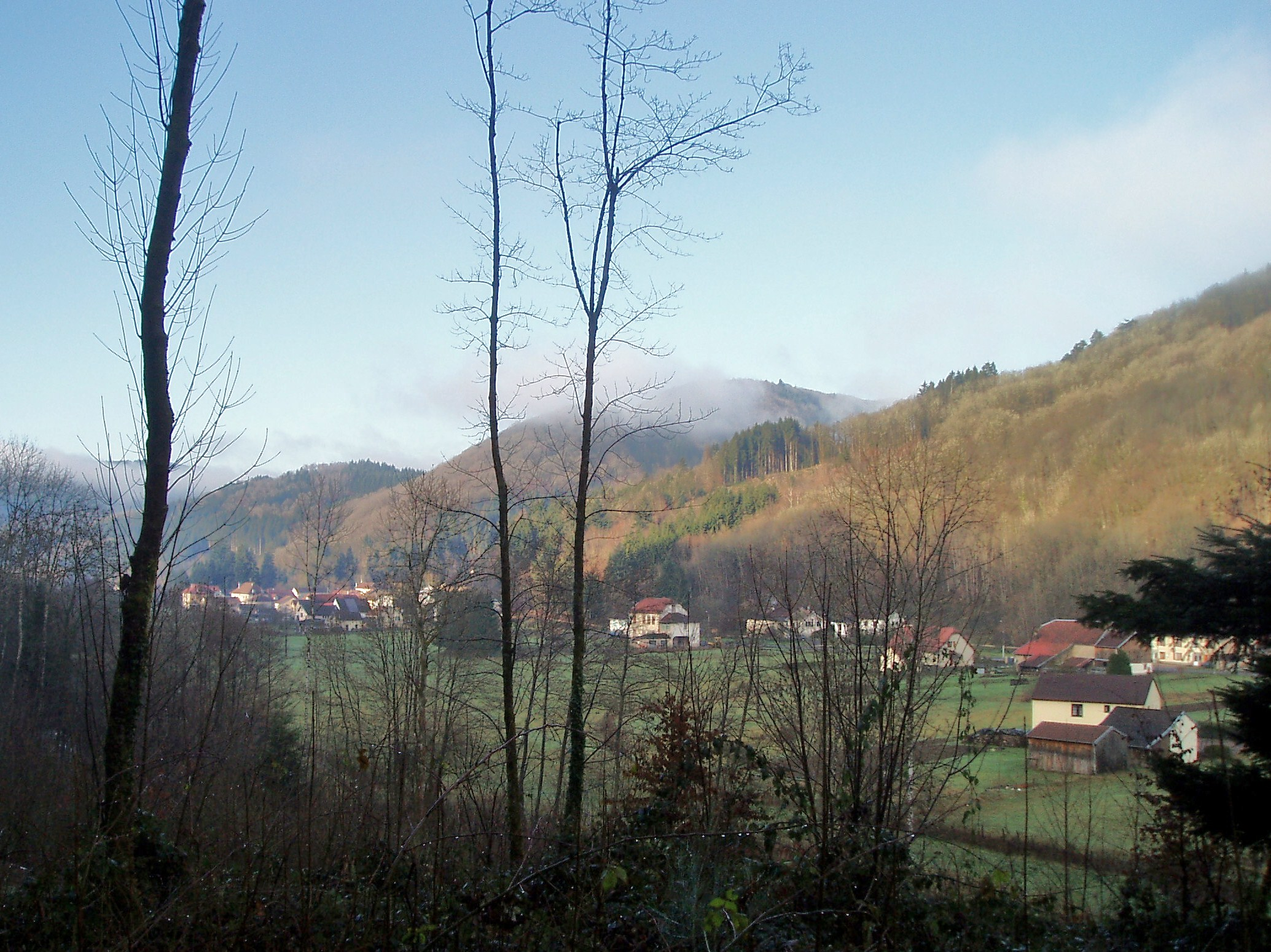
La Longine
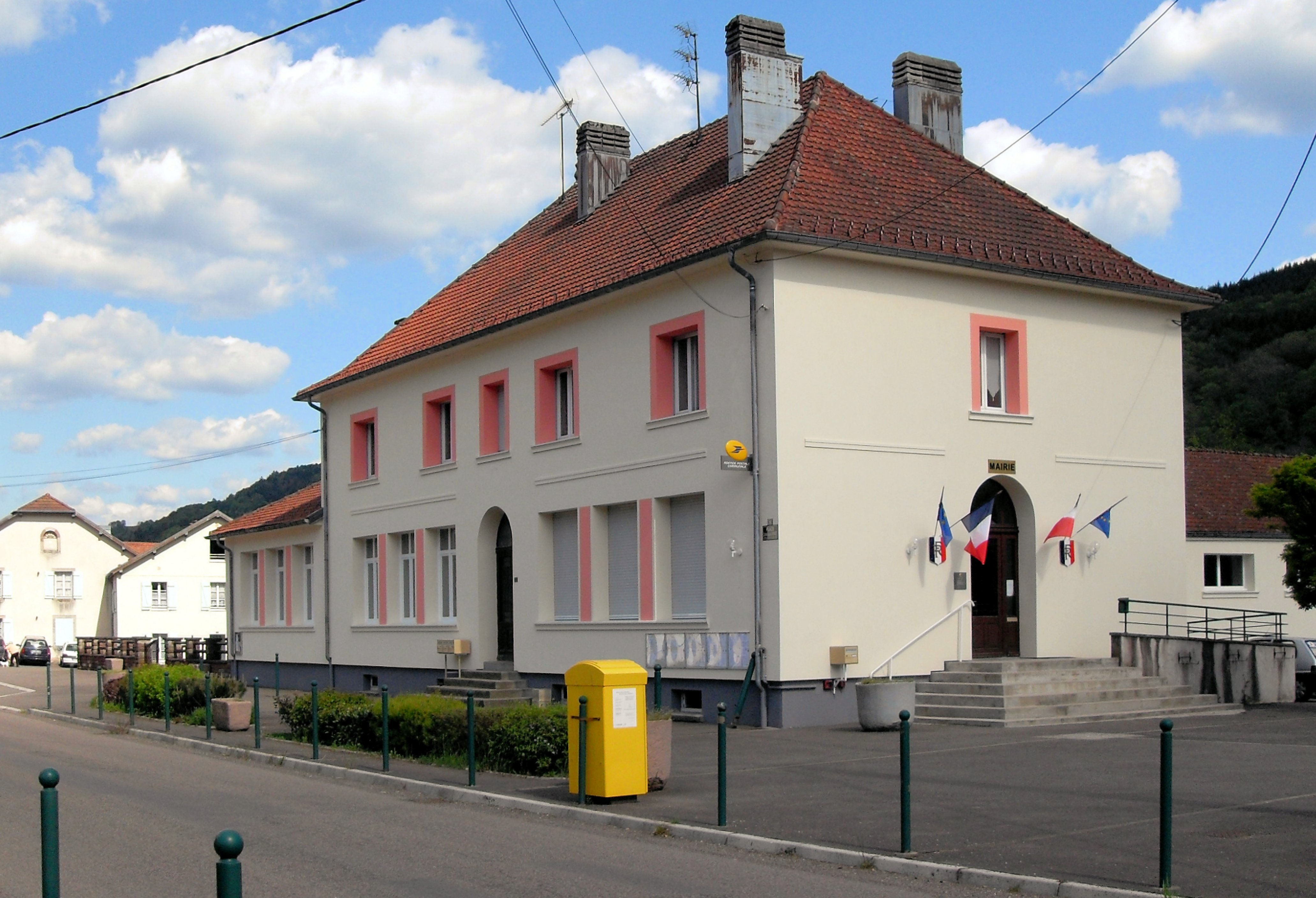
Gemeentehuis

## Geografie
De oppervlakte van La Longine bedraagt 12,6 km², de bevolkingsdichtheid is 19 inwoners per km².
De onderstaande kaart toont de ligging van La Longine met de belangrijkste infrastructuur en aangrenzende gemeenten.

## Demografie
Onderstaande figuur toont het verloop van het inwonertal (bron: INSEE-tellingen).